# Володимирівка (Володимирівський старостинський округ)
Володи́мирівка — село в Україні, у Доманівській селищній громаді Вознесенського району Миколаївської області. Населення становить 688 осіб. Орган місцевого самоврядування — Володимирівський старостинський округ Доманівської селищної ради.

## Населення

### Мова
Розподіл населення за рідною мовою за даними перепису 2001 року:
| Мова            | Кількість | Відсоток |
| --------------- | --------- | -------- |
| українська      | 634       | 92.15%   |
| румунська       | 28        | 4.07%    |
| російська       | 21        | 3.05%    |
| інші/не вказали | 5         | 0.73%    |
| Усього          | 688       | 100%     |

## Персоналії
- Кравченко Євген Сергійович (1907—1975) — український прозаїк та драматург.

1. ↑  Рідні мови в об'єднаних територіальних громадах України — Український центр суспільних даних